# (577) Rhea
(577) Rhea – planetoida z pasa głównego asteroid okrążająca Słońce w ciągu 5 lat i 181 dni w średniej odległości 3,11 j.a. Została odkryta 20 października 1905 roku w Landessternwarte Heidelberg-Königstuhl w Heidelbergu przez Maxa Wolfa. Nazwa planetoidy pochodzi od Rei (Rhea), jednej z tytanid w mitologii greckiej (została zainspirowana literami oznaczenia asteroidy [1905 RH] w imieniu RHea). Przed jej nadaniem planetoida nosiła oznaczenie tymczasowe (577) 1905 RH.